# Boomstamtafel

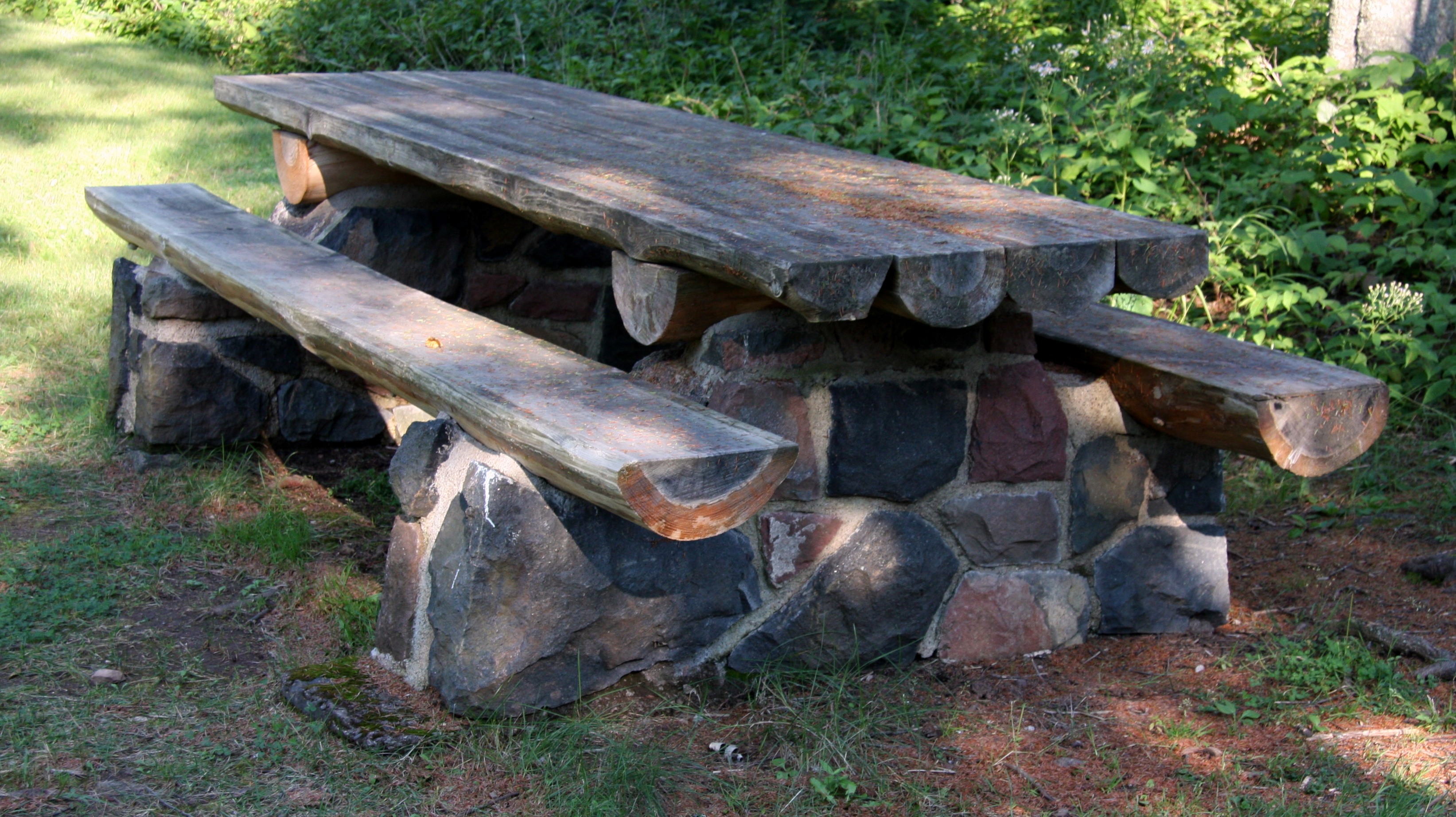
Picknicktafel

Een boomstamtafel is een houten tafel met zijkanten gemaakt uit boomstammen. Bij de buitenste planken op de lange zijde is alleen de schors verwijderd zodat er een onregelmatige natuurlijke vorm overblijft. Een boomstamtafel lijkt hierdoor op een doorgezaagde boom. De tafel is mogelijk gelijmd uit verschillende delen. Het verlijmen van de delen is nodig zodat de tafel niet krom trekt. Bij gebruik van tropische soorten hardhout is het soms mogelijk om het blad uit één deel te zagen zonder gevaar tot kromtrekken.
Een boomstamschijftafel is een salontafel bestaande uit het ronde gedeelte van een boomstam. De randen van deze tafel zijn meestal ontdaan van de schors. De schors bevat vaak ongedierte en bij het drogen van de tafel valt de schors er vaak vanaf. De boomstamtafels is vaak gemaakt van eiken of van Teak Suar.
Een boomstambalkentafel is een tafel gemaakt uit (vierkant) gezaagde boomstammen of balken. Deze balken zijn vaak vrij groot en zwaar en kunnen tot over de 200 kilo per stuk wegen. Gemiddeld zijn de boomstamtafels een centimeter of 7 à 11 dik.

## Bewerking van de tafels
Boomstamtafels hebben bewerkingen ondergaan zoals schuren of oliën. Ook hebben veel boomstamtafels wielen om verplaatsen makkelijker te maken. Doordat de tafels massief zijn hebben boomstamtafels dikwijls een flink gewicht.